# Skoura Lhadra
Skoura Lhadra  (in arabo سكورة الحدرة‎?) è un centro abitato e comune rurale del Marocco situato nella provincia di Rehamna, regione di Marrakech-Safi. Conta una popolazione di 8 865 abitanti (censimento 2014).